# Charlie Dempsey
Bailey Matthews (nascido em 30 de dezembro de 1996) é um lutador de luta livre profissional anglo-americano. Ele trabalha atualmente para a WWE, na marca NXT, sob o nome de ringue Charlie Dempsey. Ele é o líder do grupo No Quarter Catch Crew. Ele foi duas vezes campeão da Copa Heritage do NXT.

## Carreira na luta profissional

### Treinamento e circuito independente (2018–2022)
No dia 9 de fevereiro de 2018, Matthews fez sua estreia no wrestling pela All Star Wrestling sob o nome de Joe Bailey, sendo derrotado por Tony Spitfire. Ao longo de 2019 e 2020, Bailey fez aparições na Progress Wrestling, Westside Xtreme Wrestling (wXw) e Evolve.
Em 2020, Matthews se juntou à New Japan Pro-Wrestling (NJPW) como um Young Lion, mas não chegou a lutar pela empresa, pois posteriormente ele foi para a WWE.
Em 2022, Matthews retornou a Progress Wrestling com o nome de ringue Charlie Dempsey. Ele competiu no Torneio Super Strong Style 16, onde venceu Charles Crowley na primeira rodada e foi derrotado por Chris Ridgeway nas quartas de final.

### WWE

#### NXT UK (2021–2022)
Em janeiro de 2021, Matthews assinou com a WWE e foi designado para a marca NXT UK, onde posteriormente mudou seu nome de ringue para Charlie Dempsey. Dempsey fez sua estreia na edição de 25 de fevereiro do NXT UK, sendo derrotado por Tyler Bate. Mais tarde, ele se juntou a Teoman e Rohan Raja para formar o Die Familie, iniciando uma rivalidade com o Gallus e se estabelecendo como um heel. No dia 18 de novembro na edição do NXT UK, o Die Familie venceu o Gallus em sua primeira luta como equipe. A equipe também começou uma rivalidade com A-Kid. No dia 10 de março de 2022 na edição do NXT UK, Dempsey derrotou A-Kid. Após isso, Dempsey foi desafiado para um combate British Rounds Rules. A luta aconteceu em 21 de abril, no episódio do NXT UK, onde Dempsey venceu por 2-1 no sexto round. Dempsey participou de um torneio pelo Campeonato do Reino Unido do NXT, onde perdeu para Oliver Carter em sua última luta pelo NXT UK.

#### NXT (2022–presente)
Em agosto de 2022, Dempsey foi para a marca do NXT. Na edição de 14 de fevereiro de 2023 do NXT, Dempsey começou a se associar a Drew Gulak, que atuou como mentor de Dempsey. Na edição de 18 de abril de 2023 do NXT, Dempsey desafiou Wes Lee pelo Campeonato Norte-Americano do NXT e perdeu. Nos meses seguintes, Dempsey e Gulak formaram o No Quarter Catch Crew (NQCC), que mais tarde teve a adição de Myles Borne e Damon Kemp. Durante agosto e setembro, Dempsey competiu no NXT Global Heritage Invitational para coroar o desafiante número 1 a Copa Heritage do NXT. Dempsey saiu de mãos vazias após perder para Axiom (anteriormente A-Kid), Tyler Bate e Butch. Na edição de 13 de dezembro de 2023 do NXT, Dempsey participou de uma luta triple threat pelo Campeonato Norte-Americano do NXT contra Joe Coffey e o campeão Dragon Lee, que manteve seu título.
Na edição de 27 de fevereiro de 2024 do NXT, Dempsey derrotou Noam Dar, do grupo The Meta-Four, por 2–1 em uma luta British Round Rules para se tornar o novo campeão da Copa Heritage do NXT. No NXT: Roadblock, o NQCC anunciou que a Copa Heritage do NXT seria defendida por todo o grupo sob a "Catch Clause". De acordo com a Catch Clause, o NQCC como um todo se referia a si mesmo como os campeões da Copa Heritage do NXT, mas a WWE só reconheceu Dempsey como o campeão oficial. A Catch Clause foi acionada no episódio de 19 de março do NXT, com Gulak derrotando Riley Osborne da Chase University por 2–1 para defender com sucesso a Copa. Na edição de 16 de abril do NXT, Tony D'Angelo, líder da The D'Angelo Family, revelou que sua família havia sido contratada pelo NQCC para (kayfabe) eliminar Gulak. Na realidade, Gulak foi retirado do programa após alegações de Ronda Rousey de que Gulak havia puxado as cordas da sua calça nos bastidores em 2022. Gulak deixou a WWE em 3 de maio. D'Angelo exigiu pagamento pelo trabalho, mas o NQCC se recusou, causando uma briga entre os dois grupos e resultando em uma luta de trios na Semana 1 do Spring Breakin', que foi vencida pela The D'Angelo Family (D'Angelo, Channing "Stacks" Lorenzo e Luca Crusifino). No episódio de 7 de maio do NXT, Dempsey e Borne enfrentaram Tyson DuPont e Tyrek Igwe em uma luta de duplas. Antes do início da luta, o árbitro foi declarado "indisponível" e Stacks foi anunciado como árbitro especial, o que custou a vitória a Dempsey e Borne devido a uma contagem rápida. Após a luta, um Dempsey enfurecido deu a D'Angelo uma oportunidade pelo título da Copa Heritage do NXT como pagamento devido à The D'Angelo Family e acionou a Catch Clause, que foi anulada quando D'Angelo e sua família sequestraram Kemp e Borne naquela noite. Uma semana depois, D'Angelo derrotou Dempsey por 2–1 para ganhar a Copa, encerrando o reinado de Dempsey em 76 dias. Após a perda da Copa, Dempsey declarou que o grupo precisava de estrutura e uma cadeia de comando e assumiu um papel de liderança. Ele então ordenou que Kemp enfrentasse D'Angelo em uma revanche pela Copa, mas Kemp perdeu a luta por 0–2 no episódio de 4 de junho do NXT. Na edição de 13 de agosto do NXT, Dempsey derrotou Tony D’Angelo por 2–1 para ganhar a Copa Heritage do NXT pela segunda vez, após uma interferência externa do novo membro do grupo, Wren Sinclair.
No episódio de 24 de dezembro do NXT, Lexis King, com o pai de Dempsey, William Regal, como seu "cornerman", enfrentou Dempsey em uma revanche pela Copa Heritage do NXT. Regal entregou seu soco-inglês para King usar contra Dempsey, mas King recusou. Regal então socou King, fazendo com que as soqueiras caíssem no ringue. O árbitro viu Dempsey pegar as soqueiras e presumiu que ele as havia usado contra King, desqualificando Dempsey. De acordo com as regras British Round, a taça muda de mãos em caso de desqualificação do campeão atual, o que resultou em King se tornando o novo campeão da Copa Heritage do NXT, encerrando o segundo reinado de Dempsey após 134 dias. Este também é o primeiro caso em que a Copa Heritage do NXT muda de mãos devido a uma desqualificação.

### All Japan Pro Wrestling (2023–2024)
Dempsey retornou ao Japão com a All Japan Pro Wrestling (AJPW) em 31 de dezembro de 2023, onde se uniu a Yuma Anzai para enfrentar LEONA e Tatsumi Fujinami, conseguindo uma vitória. No New Year Giant Series da AJPW, Dempsey desafiou Katsuhiko Nakajima pelo Triple Crown Heavyweight Championship, mas foi derrotado.

### Total Nonstop Action Wrestling (2024–presente)
Dempsey fez sua estreia na Total Nonstop Action Wrestling (TNA) no episódio de 4 de julho de 2024 do TNA Impact!, onde atacou Leon Slater e Trey Miguel durante a luta deles. Após o ataque, o parceiro de Miguel, Zachary Wentz (que antes lutava no NXT como Nash Carter), desafiou Dempsey para uma luta. Na semana seguinte, Dempsey derrotou Wentz em sua estreia no ringue da TNA com a ajuda de Myles Borne.

## Vida pessoal
Matthews é filho do lutador profissional inglês aposentado Darren Matthews, mais conhecido como William Regal.

## Títulos e prêmios
- Pro Wrestling Illustrated
  - PWI o colocou na #167ª posição dos 500 melhores lutadores individuais em 2024[24]
- Ultimate British Wrestling
  - UBW Infinity Championship (2 vezes)
- WWE
  - NXT Heritage Cup (2 vezes)[25]